# Vương cung thánh đường Đức Mẹ vô nhiễm nguyên tội

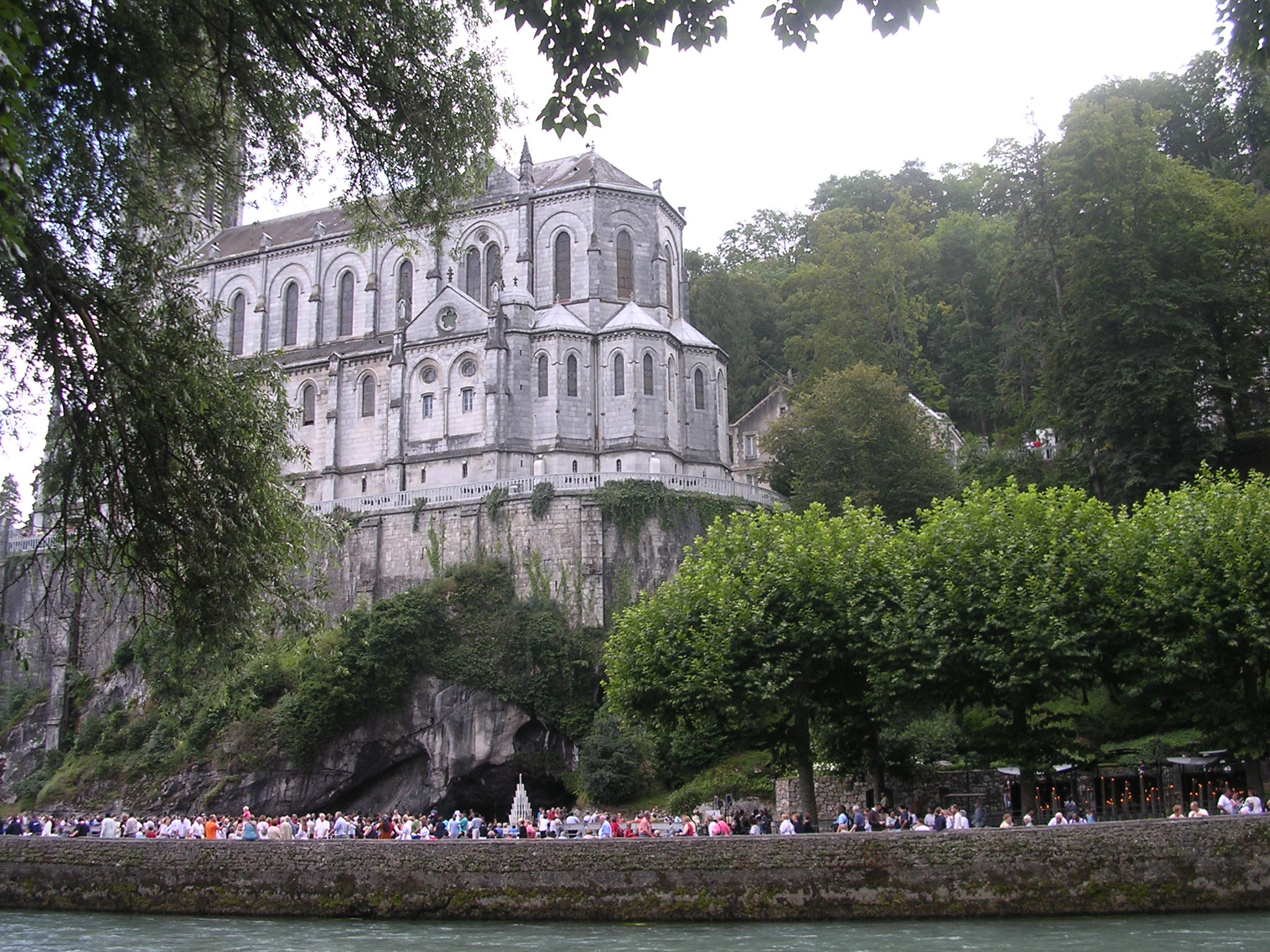
Vương cung thánh đường được xây dựng ở nơi Đức Mẹ hiện ra ở Lourdes

Vương cung thánh đường Đức Mẹ vô nhiễm nguyên tội (tiếng Pháp: Basilique de Notre-Dame de l'Immaculée-Conception de Lourdes) là một công trình nổi tiếng của Giáo hội Công giáo Rôma được xây dựng từ năm 1862 đến 1871 và được thánh hiến vào năm 1876, đây là nhà thờ thứ hai được hoàn thành. Nhà thờ toạ lạc ở đỉnh núi, ngay phía sau hang Massabielle ngay phía sau hang Massabielle – nơi Đức Mẹ hiện ra 18 lần và là công trình thứ 2 được xây dựng tại linh địa. Nằm phía trên Vương Cung Thánh Đường Đức Mẹ Mân Côi (vì thế còn được gọi là Nhà thờ Thượng)

## Ngoại thất
Bên ngoài, tháp chuông nhà thờ nổi bật có chiều cao 70 m, bên cạnh là tháp nhỏ hơn được hoàn thành vào năm 1908. Phía trên lối vào là bức tranh khảm mô tả Giáo hoàng Piô IX xác định Tín điều "Đức Mẹ vô nhiễm nguyên tội" được Giáo hoàng Piô IX vào ngày 8 tháng 12 năm 1854 qua sắc chỉ Ineffabilis Deus; Denzinger 2803. Đồng hồ phát Ave Maria và bấm chuông hàng giờ với chiếc chuông nặng 2 tấn có tên Jeanne-Alphonsine. Những chiếc chuông khác trong tháp có tên là Geneviève-Félicie (nặng 1800 kg), Hermine-Benoîte (1100 kg) và Cécile-Gastine (800 kg).

## Nội thất
Nổi bật với những con đường được trải dài bằng mảng “voto” và biểu ngữ của nhiều quốc gia đã từng hành hương đến đây. Ngoài ra, vương cung thánh đường còn được trang trí bởi vô số các cửa kính màu mô tả các câu chuyện Kinh Thánh và các cửa sổ lấy ánh sáng được vẽ hình ảnh Đức Mẹ Maria.